# Bodelschwingh-Studienstiftung
Die Bodelschwingh-Studienstiftung ist ein freies Werk innerhalb der Evangelischen Kirche, das theologische und praktische Aus- und Weiterbildung für haupt- und ehrenamtliche Mitarbeiter der Kirche und ihrer Gemeinden anbietet. Ein Schwerpunkt der Arbeit liegt auf der Unterstützung von Theologiestudenten.
Die Gründung erfolgte am 22. Juni 1981 als „Studienstiftung ‚Kein anderes Evangelium‘“ durch den Bundesarbeitskreis der evangelikal geprägten Bekenntnisbewegung „Kein anderes Evangelium“. Die Genehmigung durch das Innenministerium Nordrhein-Westfalen erfolgte am 7. Oktober 1981. Zum Gründungskuratorium gehörten u. a. Gerhard Maier und Walter Künneth. Die Namensänderung zu „Bodelschwingh-Studienstiftung“ erfolgte zum 14. November 1998.
Prägend für das inhaltliche Ziel, theologisch-geistliche Orientierung im Kontext der deutschen theologisch-christlichen Fakultäten sowie der deutschen evangelischen Landeskirchen zu vermitteln, ist Hellmuth Freys Forderung einer „Kritik, die vom Kreuz ausgeht“ und sowohl klassische historisch-kritische als auch neuzeitlich-fundamentalistische Exegese skeptisch beurteilt.
Die Tätigkeit der Stiftung gliedert sich in drei Arbeitsbereiche:
- Das Bodelschwingh-Studienhaus in Marburg – seit 2004 im Besitz der Bodelschwingh-Studienstiftung – stellt eine Wohn- und Lebensgemeinschaft für Studierende mit theologischer und seelsorglicher Begleitung dar.

- Der 1985 gegründete „Arbeitskreis geistliche Orientierungshilfe im Theologiestudium“ (AgO) möchte studienbegleitende Angebote für Theologiestudierende an Theologischen Fakultäten – sogenannte „Theokreise“ – unterstützen und vernetzen. Darüber hinaus organisiert er die jährliche „Marburger Tagung“ sowie eine jährliche theologische Freizeit in Moscia (Tessin, Schweiz). Seine schriftlichen Organe sind die theologische Fachzeitschrift „ichthys“ (ISSN 1861-8065) sowie die zugehörige theologische Buchreihe „Edition Ichthys“.

- Das „Kolleg für Gemeindedienst“ ist ein Ausbildungsprogramm für ehrenamtliche Mitarbeiter in Gemeinden und Gemeinschaften. Es hat das Ziel, Mitarbeit und Verantwortung von Nichttheologen in der Kirche zu fördern.

Die Stiftung finanziert ihre Arbeit nicht primär aus den Erträgen des Stiftungskapitals, sondern überwiegend aus Spenden.